# Romano Volta
Romano Volta (15 febbraio 1937) è un imprenditore e dirigente d'azienda italiano fondatore della Datalogic, un'azienda specializzata nella progettazione e produzione di lettori di codici a barre, mobile computer, RFID, sensori per la rilevazione, misurazione, marcatura industriale e altri apparecchi elettronici.

## Primi anni
Nato a Bologna, Romano Volta si è laureato in ingegneria elettronica "con lode" all'Università di Bologna.
Nei primi anni Settanta, dopo un periodo di insegnamento all'Istituto tecnico industriale Aldini Valeriani, Volta è stato assistente del professor Giuseppe Evangelisti all'Università di Bologna,  nel cuore di quella che è conosciuta come la "Packaging Valley", dove ha sede la maggior parte delle aziende italiane che producono macchine confezionatrici.
Al professor Evangelisti fu richiesto da alcuni imprenditori di sviluppare dispositivi ottici elettronici per automatizzare specifici processi di verifica come la centratura dei marchi sul packaging, il posizionamento della stampa o la presenza di un tablet in un blister.
Volta fu incaricato di questo compito e ha iniziato a sviluppare un nuovo dispositivo chiamato "color mark reader" per rilevare lievi differenze di contrasto sul materiale di imballaggio; questo dispositivo è ancora installato oggi in tutte le confezionatrici.
La sua capacità di combinare l'ottica con l'elettronica, fornendo apparecchiature di elaborazione e verifica degli assegni integrate elettronicamente nella macchina in una soluzione unica, ha reso Volta ben noto nel settore. Ha poi fondato una società chiamata "Datalogic Optic Electronics".
Alcuni anni dopo, con l'introduzione dei sistemi di codici a barre, Volta iniziò lo sviluppo dei dispositivi ottici che divennero noti come lettori di Codice a barre.

## Datalogic Optic Electronics
Avendo avviato lo sviluppo dei lettori di codici a barre, Volta ha lasciato la sua posizione all'Università di Bologna per concentrarsi sulla sua iniziativa imprenditoriale. Si è trasferito da un piccolo laboratorio a una fabbrica con sede a Lippo di Calderara, vicino all'Aeroporto di Bologna-Borgo Panigale.
Nel 1972, Datalogic fu ufficialmente fondata.
Nel 1974 nei Marsh Supermarkets a Troy (Ohio)
un pacchetto di gomme da masticare della Wrigley è stato il primo prodotto al dettaglio venduto utilizzando, il Magellan Model-A (ora in esibizione allo Smithsonian Museum in Washington, D.C.)

Negli anni '80 Datalogic si è affermata come una delle maggiori aziende europee per applicazioni industriali, producendo il primo scanner industriale nel 1978.
Datalogic ha anche aperto la strada alla progettazione di sistemi di smistamento bagagli per aeroporti, installando il primo scanner all'aeroporto di Milano Linate nel 1984.

Datalogic è oggi una società internazionale, quotata in FTSE Italia STAR della Borsa Italiana come DAL.MI. dal 2001.

## Altre iniziative
Volta è Presidente di Aczon Srl, società fondata nel 2001 che opera nei settori della ricerca farmaceutica, delle biotecnologie e dell'oncologia; Presidente di Hydra S.p.A, una holding industriale di proprietà della famiglia Volta, e azionista di maggioranza di Datalogic S.p.A. con interessi aggiuntivi nel settore immobiliare e finanziario.
Dal settembre 1998 all'ottobre 2004 è stato Presidente dell'Associazione Industriali di Bologna, ed è stato membro del consiglio di amministrazione di Sanpaolo IMI Fondi Chiusi SGR S.p.A.
- Membro del Consiglio Nazionale di Confindustria[senza fonte]
- Membro e Vice Presidente del Comitato Direttivo della Fondazione Cassa di Risparmio di Bologna[senza fonte]
- Vice Presidente del gruppo Emilia-Romagna dell'Ordine al merito del lavoro[senza fonte]
- Membro dell'Advisory Council della  Johns Hopkins University di Bologna[17]
- Membro del consiglio di amministrazione della Marconi Society[18]
- Membro del consiglio di amministrazione di  IMA S.p.A di Ozzano dell'Emilia, azienda operante nel settore delle macchine per il confezionamento farmaceutico[16]
- Presidente della sezione produzione elettrotecnica ed elettronica di  Unindustria (Industrialist and Enterprises Association) Bologna.[senza fonte]

Dal 1º giugno 2018 è stato Presidente della filiera "Elettronica e Meccatronica" di Confindustria Emilia per il quadriennio 2018-2022.
È stato presidente della squadra Fortitudo Pallacanestro Bologna nella stagione 1998-99.

## Premi e riconoscimenti
- Il 29 maggio 1997 gli è stato conferito il titolo di "Cavaliere del Lavoro" dal Presidente della Repubblica Italiana.[21]
- 8 giugno 2009 ha ricevuto il Premio Nazionale per l'Innovazione.[22]

## Vita privata
Romano Volta è sposato ed ha tre figli. È appassionato di nautica e sci.